# Anthia fornasinii
Anthia fornasinii es una especie de escarabajo del género Anthia, familia Carabidae. Fue descrita científicamente por Bertoloni en 1845.

## Distribución geográfica
Habita en República Democrática del Congo, Kenia, Tanzania, Zambia, Malaui, Mozambique, Zimbabue, Botsuana y Sudáfrica.